# Stéphane Hénin
Stéphane Hénin est un agronome et pédologue français, né le 22 septembre 1910 à Paris et décédé le 4 juin 2003 à Moulins (Allier). Il est considéré comme ayant renouvelé les bases scientifiques de l'agronomie en France, par sa direction de recherche et son enseignement, sa capacité à allier démarches théoriques et pratiques et par ses réflexions épistémologiques.
Il est le père de l'homme d'affaires Jean-François Hénin  de l'économiste Pierre-Yves Hénin, de l'agronome Christian Hénin, du général de brigade 2 etoiles l'armée de l'air Patrick Hénin et le grand-père du journaliste Nicolas Hénin.

## Biographie

### Famille
- Stéphane Hénin (1910-2003), agronome et pédologue. De son mariage en janvier 1934 avec Huguette de Saint-Genys (1904-1995), naissent quatre enfants[2],[3] :
  - Patrick Hénin, général de brigade aérienne. De son mariage avec Bibiane Malcor Deydier de Pierrefeu, naissent trois enfants[3].
  - Christian Hénin. De son mariage avec Anne Triniac, naissent quatre filles[3].
  - Jean-François Hénin (1944), homme d'affaires français. De son mariage avec Michèle Morel, naissent quatre enfants[2].
  - Pierre-Yves Hénin (1946), économiste et historien français. De son mariage avec Martine Auclair, naissent quatre enfants[4],[3], dont :
    - Nicolas Hénin (1975[3]), journaliste français.

### Formation
Bien que citadin d'origine, Stéphane Hénin passe son adolescence dans un milieu agricole, puisqu'il fait ses études secondaires à l'école d'agriculture de Crézancy, et intègre plus tard l'École nationale d'agriculture de Grignon dont il sort en juillet 1929 avec le diplôme d'ingénieur agricole. Il se présente au concours de recrutement de l'Institut de la recherche agronomique (IRA) comme élève chercheur stagiaire en physico-chimie. Il effectue à cette occasion un stage dans le laboratoire de Maurice Lemoigne.

### Carrière professionnelle
Titularisé, il entre en 1931 au « laboratoire des sols » que vient de créer Albert Demolon à Versailles. Après une première note cosignée avec ce dernier sur la synthèse des agrégats de terre, Stéphane Hénin, sur les conseils de « son patron », s'attache à étudier comment les caractéristiques des agrégats déterminent le comportement des sols. Il analyse les mécanismes de destruction de ces agrégats par l'eau et soutient, en 1938, sa thèse d'ingénieur docteur intitulée « Étude physico-chimique de la stabilité structurale des terres ».
La guerre interrompt ses travaux de recherche en physique du sol, mais pas ses réflexions. En effet, affecté comme officier dans un régiment d'infanterie coloniale au début de la guerre, il est fait prisonnier et se retrouve dans un Oflag, à Münster, où, avec des codétenus, il échange des idées de philosophie des sciences, autour de Claude Bernard notamment. Ses camarades lui conseillent de rédiger ses réflexions, puis, quand il est libéré en 1943, de prendre contact avec Gaston Bachelard. Avec les conseils de ce dernier, Stéphane Hénin soutient au début de l'année 1944 une thèse de doctorat d'université en philosophie des sciences, intitulée « Essai sur la méthode en agronomie », dans laquelle il s’interroge sur la façon scientifique de produire des connaissances dans un domaine de recherche appliquée, sur des objets complexes, en présence de résultats peu précis. Comment arriver à les interpréter ? Comment mettre en évidence l’explication fondamentale ? Comment prévoir des résultats ?
Son travail philosophique n'interrompt pas ses activités de recherche en physique des sols qu'il poursuit dans plusieurs voies. Le laboratoire des sols de Versailles ayant été détruit pendant la guerre, Stéphane Hénin est accueilli à la chaire de minéralogie du Muséum national d'histoire naturelle dirigé par Jean Orcel où il entame une longue collaboration de recherche avec Simone Caillère sur la genèse des argiles, qu'il aborde par des synthèses expérimentales. Parallèlement, il se demande comment l'étude des agrégats peut expliquer les propriétés physiques des sols dans le contexte nouveau de la modernisation de l'agriculture qui se traduit par le remplacement de la traction animale par la traction mécanique et la dissociation entre culture et élevage, avec comme corollaire l'enfouissement direct des pailles, etc. Il pose alors la question du rôle de la matière organiques sur la stabilité des agrégats.
Albert Demolon ayant pris sa retraite au début de l'année 1945, Stéphane Hénin prend la direction du labo de Versailles ; il poursuit ses recherches à la fois au Muséum, sur les argiles, et à Versailles. Stéphane Hénin y rassemble, autour de lui, une équipe, constituée d'anciens du labo et de nouveaux assistants, puis de jeunes chercheurs en provenance de l'Orstom. Tous ces chercheurs passent des thèses sous sa direction. Au cours de cette période Albert Demolon meurt, laissant une place vacante à l'Académie d'Agriculture de France à laquelle est élu Stéphane Hénin en 1955. Il y tiendra une place marquante par ses nombreuses communications empreintes souvent de réflexions épistémologiques, ainsi que l'a souligné Georges Pédro au cours de la séance de l'Académie tenue en sa mémoire le 10 décembre 2003.
La phase précédente de la carrière de Stéphane Hénin aboutit, en 1960, à la publication du « profil cultural » qui fera date en agronomie et servira beaucoup à son enseignement. C'est qu'en effet, juste avant cette publication, Roger Blais, directeur de l'Institut national agronomique, voulant renforcer l'enseignement théorique dans son établissement, ouvre un poste de professeur d'agriculture générale et incite à s'y présenter Stéphane Hénin qui réussit le concours en 1959. C'est l'occasion pour lui de faire une synthèse de ses recherches sur les techniques culturales et de développer un enseignement pour lequel l'ouvrage précédent est un outil précieux. Il recrute très vite Michel Sebillotte comme assistant.
Stéphane Hénin revient à l'INRA en 1965 avec la conviction qu'il y ferait mieux avancer l'agronomie qu'en poursuivant son enseignement à l'Institut national agronomique, enseignement que Michel Sebillote prend alors en charge. La direction du département d'Agronomie lui est, en effet, confiée en 1966, date du XXe anniversaire de l'INRA ; c'est l'occasion pour lui de définir l'agronomie comme « une écologie appliquée à l'amélioration de la production et à l'aménagement du territoire ». Au sein de ce département, il constitue, par thèmes, des groupes de travail pour discuter des orientations à prendre. Avec Jean Mamy et Daniel Maquart, il propose une programmation de la recherche dans laquelle les travaux sur l'environnement se trouvent renforcés.
Stéphane Hénin prend sa retraite en 1974, mais n'en continue pas moins à travailler, mettant ses compétences au service du Ministère de l'Environnement et des Instituts techniques (ITCF notamment). Au sein du Ministère il préside le comité « Sol et déchets solides » et un groupe de travail « Activités agricoles et qualité des eaux » d'où sort, en 1980, un rapport qui fait date (dit « Rapport Hénin ») et dont les recommandations ont été à l'origine du Corpen.

## Travaux
Dans la première partie de sa carrière, il s'attache à étudier comment les caractéristiques des agrégats déterminent le comportement des sols, en particulier leur stabilité structurale. Il met en évidence que les agrégats sont composés d'un squelette (constitué par les éléments grossiers) et d'un ciment (constitué par les éléments fins). Il analyse les mécanismes de destruction de ces agrégats par l'eau et le rôle de la matière organique et des ions calcium dans leur stabilité.  En conséquence, il se demande comment l'étude des agrégats peut expliquer les propriétés physiques des sols dans le contexte nouveau de la modernisation de l'agriculture qui se traduit par le remplacement de la traction animale par la traction mécanique et la dissociation entre culture et élevage, modifiant la matière organique des sols. Ses travaux portent ensuite sur les conditions de formation des argiles.
En 1960, à l'occasion d'une synthèse de ses recherches précédentes, il participe au développement du concept de profil cultural.
Il développe la question des interactions entre pratiques agricoles et fonctionnement écologique des milieux. Il définit notamment l'agronomie comme « une écologie appliquée à l'amélioration de la production et à l'aménagement du territoire ». Il est responsable de la rédaction du rapport Hénin, qui met en évidence le rôle de l'agriculture dans la pollution des eaux. Ce rapport est considéré comme un moment important de la reconnaissance des préoccupations écologique par les agronomes français.

## Hommages et distinctions
Il est élu à l'Académie d'Agriculture de France en 1955. En 1974 il assure la présidence de l'Académie d'Agriculture de France.[réf. nécessaire]
Au cours de sa carrière Stéphane Hénin a assumé la présidence de plusieurs associations : le Groupe français des argiles, le comité international pour l'étude des argiles, l’Association française pour l'étude du sol et l’Association pour la production fourragère. Au sein de l'Orstom, après avoir été membre du comité technique de pédologie depuis sa création, il crée et préside, en 1960, le Comité Technique d'Agronomie. 
Hubert Curien, alors Ministre de la recherche et de la technologie, lors du jubilé de Stéphane Hénin, le 25 septembre 1990, cite trois domaines où ce dernier a été précurseur : la minéralogie des argiles, l'étude des sols cultivés avec le concept de profil cultural et l'effet des activités agricoles sur les milieux, particulièrement les nappes phréatiques. En associant ainsi recherche fondamentale et finalisée, Stéphane Hénin a été à l'origine d'un renouveau de l'agronomie en France.

## Œuvres
- Stéphane Hénin, Etude physico-chimique de la stabilité structurale des terres, Paris, Université de Paris, 1938, 75 p. (lire en ligne)
- Simonne Caillère et Stéphane Hénin, Minéralogie des Argiles, Paris, Masson, 1963, 356 p.
- Stéphane Hénin, Cours de physique du sol, vol. 2, Orstom, 1976/1977, 221 p.
- Stéphane Hénin, De la méthode en agronomie, Paris, l'Harmattan, 1999, 191 p., édition légèrement revue de la thèse soutenue en 1944.
- Stéphane Hénin, Féodoroff A., Gras R., Monnier G., Le profil cultural, principes de physique du sol., Paris, SEIA, 1960, 320 p. -  Réédité sous une version entièrement refondue en 1969 aux éditions Masson, 332 p.
- Simonne Caillère, Stéphane Hénin et Michel Rautureau, Les Argiles, Paris, Éditions Septima, 2004